# 육항
육항(陸抗, 226년 ~ 274년)은 동오의 군인으로, 자는 유절(幼節)이며, 오군 오현(吳縣) 사람이다. 육손의 둘째 아들이고, 손책의 외손자다. 쓰러져 가던 오나라 말기에 최후의 명장이라 칭송받는다.

## 생애

### 초기 행적
적오 8년(245년), 육손이 죽었을 때 20살이었으며, 형 육연(陸延)은 요절했으므로 건무교위(建武校尉)에 임명되며 아버지 육손이 남긴 병사 5천 명을 통솔하게 된다. 손권(孫權)은 양축(楊竺)이 육손을 모함한 20가지 일을 육항에게 힐문하고, 빈객을 금했다. 그러나 육항은 일마다 조리있게 대답하여, 손권은 점차 의혹을 떨쳐내었다. 적오 9년(246년), 입절중랑장이 되어 제갈각(諸葛恪)과 함께 시상에 주둔했다. 태원 원년(251년), 서울로 가 병을 치료하고 돌아가는데, 손권은 이별하면서 눈물을 흘리고 옛날 자신이 육손을 참언을 믿지 못하고 의심한 것을 후회했다. 건흥 원년(252년) 분위장군이 되었다. 그는 아버지와 마찬가지로 당시 촉을 삼켜 더욱 커진 사마씨의 위(魏)가 빈번하게 전투를 걸어온 형주를 수비하는 중책을 맡게 된다. 그의 인물 됨됨이로는 공을 세워도 교만하는 기색이 전혀 없었으며, 이는 백성들에게 큰 지지를 얻게 되는 이유 중에 하나였다. 그러다 태평 2년(257년), 위나라의 제갈탄(諸葛誕)이 권신 사마소(司馬昭)에 반기를 들며 막내아들 제갈정(諸葛靚)을 오나라에 인질로 보내고 구원군을 요청했다. 사마소는 종회(鍾會)와 자신이 직접 몸소 대군을 이끌고 수춘을 공략하려 들었다. 육항은 시상독이 되어 수춘에 이르러 위군을 격파하고 정북장군으로 옮겼다.

### 형주를 통독하기까지
영안 2년(259년), 진군장군·서릉도독이 되었고, 동 3년(260년) 가절을 받았다. 영안 7년(264년) 2월, 촉한이 멸망한 틈을 타 촉으로 들어가서 보협(步協)이 파동을 공격했다가 촉한의 옛 파동태수 나헌(羅憲)에게 격파당하자 분노한 경제의 명령으로 3만 군사를 이끌고 보협, 정서장군 유평(留平), 건평태수 성만(盛曼)과 함께 나헌을 공격했다. 육항은 6달 동안 나헌을 포위하여 궁지로 몰았으나, 진나라에서 형주자사 호열을 파견하여 서릉을 엿보자 물러났다. 원흥 원년(264년), 손호(孫皓)가 즉위하자 진군대장군이 더해지고 익주목을 겸했다. 건형 2년(270년), 시적(施積)이 죽자 그 뒤를 이어 신릉·서릉·이도·악향·공안의 제군사를 도독했고, 치소를 악향에 두었다.

### 서릉 싸움
당시 오나라 수도에서는 정령이 이지러졌다는 말을 듣고, 육항은 깊이 염려하여 상소를 올렸다. 또 당시 하정이 권세를 농락하고 환관들이 정사에 간여해, 육항은 상소를 올려 이러한 자들을 쓰지 말기를 구했다. 사마소는 황제 조모(曹髦)를 시해하고 조환(曹奐)을 세우고 진왕(晉王)이 되었지만 병사하고, 그의 아들 사마염(司馬炎)이 위를 결국에 무너뜨리고 진(晋)을 세우게 된다. 하지만 강해진 군세에도 불구하고 사마염은 쉬이 형주를 치지 못하였다.
봉황 원년(272년), 서릉독 보천(步闡)이 중앙에서 소환 명령을 받고 의심하던 끝에 진나라에 투항하자 육항은 장군 좌혁(左奕), 오언(吾彦), 채공 등에게 지름길로 서릉으로 가도록 명령하고, 서릉을 엄중히 포위했다. 제장들은 서릉성을 공격할 것을 권했으나, 육항은 오랫동안 서릉에 주둔했기에 그 견고함을 알고 있었으므로 함부로 공격하지 않았다. 의도태수 뇌담(雷譚)이 간곡히 청했으므로 한번 시험삼아 치게 했는데, 불리했으므로, 아무도 이의를 달지 않았다.
진나라에서는 거기장군 양호(羊祜)를 파견하여 강릉을 공격하여, 서릉을 공격하던 오나라 군대를 물리고자 했다. 그러나 육항은 강릉성은 쉬이 함락되지도 않을 성이고, 설령 그곳을 빼앗긴다고 하더라도 서릉을 되찾는 것이 더 중요했으므로 군대를 물리지 않았다. 양호는 육항이 예전에 쌓은 제방을 통해 배로 군량을 운송했는데, 육항이 제방을 부수자 양호는 배 대신 수레로 군량을 운송하여 공력을 크게 소비했다. 진나라의 형주자사 양조(楊肇)와 파동감군 서윤이 진격해 오자, 장군 주교(朱喬)와 영도독 유찬(兪贊)이 투항했다. 육항은 유찬이 기밀을 흘릴 것을 우려하여, 이민족 병사가 있는 곳이 가장 약하므로 진나라가 여기를 칠 것을 대비해 군대의 배치를 바꾸었다. 과연 양조는 육항의 예상대로 행동하였으나 육항의 대비를 뚫지 못하고 많은 병사를 잃었다. 달이 지나자 양조는 계책이 궁해져 도망하려 했다. 육항은 양조를 추격하고 싶었으나, 성 안에 있는 보천에게 틈을 보일 우려가 있고 병사는 충분하지 못하므로 북을 치며 쫓는 시늉만을 했다. 양조는 이를 보고 매우 두려워하여, 모두 갑옷을 벗고 도망치니 육항은 경병으로 이를 뒤쫓아 양조를 대패시켰다. 양호 등은 양조가 지자 물러났으며, 마침내 서릉성은 함락되었다. 보천의 3족과 대장들을 주멸하고, 그 이하는 수만 명은 죄를 용서했다. 돌아와 악향에 주둔했는데, 얼굴에는 자랑하는 빛이 없었고 평소와 같이 겸손하여 장졸들의 환심을 샀다.

### 죽음
이 공적으로 도호 벼슬이 더해졌다. 무창좌부독 설영이 투옥되자 상소를 올려 용서해 주기를 구했다. 봉황 2년(273년) 봄, 육항은 대사마가 되고 형주목을 겸임했으나, 이듬해 여름 병이 들었다. 임종 때까지도 손호에게 글을 올렸다고 한다. 내용은 아래와 같다.
| “ | 서릉과 건평은 국가의 변방 장벽인데, 이곳은 장강 하류에 위치하여 적국의 위협을 받고 있습니다. 만일 적군이 배를 띄워 물의 흐름을 타고 내려오며 천리를 걸쳐 배를 이어 걸쳐 번쩍이는 유성처럼 신속하게 도달한다면 다른 곳의 구원병이 와서 위급한 상황을 풀어주기를 기대할 수 없을 겁니다 | ” |

결국 그는 274년 죽게 되고, 기둥이 무너진걸 안 진의 익주자사 왕준(王濬)이 오를 치자고 권해 오는 결국 멸망하게 된다.

## 육항의 친족 관계

### 관련 인물
육강 육손 육적 육경

## 같이 보기
- 삼국지 인물 목록
- 진수 (서진)
- 배송지